# 유진창
유진창(兪鎭昌, 1888년 음력 12월 ~ ?)은 대한제국과 일제강점기의 관료이다.

## 생애
경기도 광주군 출신이다. 대한제국 말기인 1909년에 관립한성외국어학교를 졸업하고 탁지부 주사로 임명되면서 관리가 되었다. 전주재무감독국 주사로 임명되어 근무했다.
1910년 한일 병합 조약이 체결되면서 조선총독부 소속으로 이동되었다. 총독부 군서기로 임명되어 전라남도 장흥군에 발령받았다. 장흥군 서기로 오래 근무한 뒤 전라남도 내무부 지방과 근무를 거쳤다.
1924년에 총독부 군수로 발탁되어 곡성군과 장성군, 담양군 등 전남 지역에서 차례로 군수로 재직했다. 담양군수를 마지막으로 1935년에 퇴관하였다. 이때 종6위 훈6등에 서위되어 있었다. 곡성군수이던 1928년에는 일본 정부로부터 쇼와대례기념장을 수여받은 바 있다.
2008년 민족문제연구소가 정리한 친일인명사전 수록예정자 명단 중 관료 부문에 포함되었다.

## 참고자료
- 유진창(兪鎭昌) - 국사편찬위원회